# 工藤博義
工藤 博義（くどう ひろよし、1954年7月23日 - ）は、福岡県遠賀郡水巻町出身の元プロ野球選手（外野手）。

## 来歴・人物
折尾高から社会人野球の新日本製鐵八幡に進む。1974年の都市対抗野球では左腕エース萩野友康を擁し、1回戦で鐘淵化学を相手に延長13回サヨナラ打を放つなど活躍。決勝に進出するが大昭和製紙北海道に延長10回惜敗。準優勝にとどまるが若獅子賞を獲得した。1977年の都市対抗野球では盛岡鉄道管理局との1回戦に2点本塁打を放ち、強肩俊足の長距離打者として注目される。
1977年のプロ野球ドラフト会議で阪急ブレーブスから5位指名され入団。
プロ1年目の1978年にはジュニアオールスターに出場し、1979年には、ウエスタンリーグで10本塁打を記録する。3年目の1980年には一軍初出場も果たすが、一軍では出場機会に恵まれず、1981年限りで現役を引退した。

## 詳細情報

### 年度別打撃成績
| 年 度     | 球 団     | 試 合 | 打 席 | 打 数 | 得 点 | 安 打 | 二 塁 打 | 三 塁 打 | 本 塁 打 | 塁 打 | 打 点 | 盗 塁 | 盗 塁 死 | 犠 打 | 犠 飛 | 四 球 | 敬 遠 | 死 球 | 三 振 | 併 殺 打 | 打 率 | 出 塁 率 | 長 打 率 | O P S |
| --------- | --------- | ----- | ----- | ----- | ----- | ----- | -------- | -------- | -------- | ----- | ----- | ----- | -------- | ----- | ----- | ----- | ----- | ----- | ----- | -------- | ----- | -------- | -------- | ----- |
| 1980      | 阪急      | 1     | 0     | 0     | 0     | 0     | 0        | 0        | 0        | 0     | 0     | 0     | 0        | 0     | 0     | 0     | 0     | 0     | 0     | 0        | ----  | ----     | ----     | ----  |
| 1981      | 阪急      | 1     | 1     | 1     | 1     | 1     | 0        | 0        | 0        | 1     | 0     | 0     | 0        | 0     | 0     | 0     | 0     | 0     | 0     | 0        | 1.000 | 1.000    | 1.000    | 2.000 |
| 通算：2年 | 通算：2年 | 2     | 1     | 1     | 1     | 1     | 0        | 0        | 0        | 1     | 0     | 0     | 0        | 0     | 0     | 0     | 0     | 0     | 0     | 0        | 1.000 | 1.000    | 1.000    | 2.000 |

### 記録
- 初出場：1980年11月8日、対近鉄バファローズ前期13回戦（藤井寺球場）、7回裏に左翼手で出場
- 初打席・初安打：1981年9月27日、対日本ハムファイターズ後期13回戦（阪急西宮球場）、8回裏に工藤幹夫から単打

### 背番号
- 37 （1978年 - 1981年）